# Taxe pique-nique
Le terme taxe pique-nique désigne les taxes indirectes grevant le prix des produits jetables, tels les couverts et les assiettes en plastiques ou encore les sacs de caisse jetables.
L'idée de cette taxe vient de Belgique où elle est entrée en vigueur le 1er juillet 2007.

## Union européenne
Dans l'union européenne, les couverts (fourchettes, couteaux, cuillères, baguettes) et assiettes en plastiques à usage unique sont soumis à une restriction à la mise sur le marché par les États membres qui interdisent la mise sur le marché des produits en plastique à usage unique selon la directive (UE) 2019/904 du Parlement européen et du Conseil du 5 juin 2019 relative à la réduction de l’incidence de certains produits en plastique sur l’environnement.

### En Belgique
En Belgique, cette taxe grève quatre catégories de produits : 
- sacs en plastique non biodégradables (sauf ceux qui sont réutilisables) ;
- les ustensiles jetables en plastique (assiettes, fourchettes, cuillères et gobelets) ;
- les films alimentaires ;
- papier aluminium.

En 2008, son taux était de 3 euros par kilogramme.

### En France
L'éventualité d'une mise en place en France a été évoquée en septembre 2008 par le ministre de l'écologie Jean-Louis Borloo qui a avancé le chiffre de 90 centimes d'euro par kilogramme sur les couverts et assiettes jetables en carton non recyclable. Cependant le premier ministre a indiqué le 18 septembre 2008 que cette taxe ne serait pas mise en application immédiatement.